# Smitsschorre
Smitsschorre is de naam van een natuur- en recreatiegebied in de Nederlandse provincie Zeeland, gelegen ten zuiden van Axel en ten westen van de buurtschap Drieschouwen.
Het totale gebied meet 276 ha en is eigendom van Staatsbosbeheer. Het was van oorsprong een schorrengebied dat uiteindelijk in de Beoosten en bewesten Blijpolder kwam te liggen, welke in 1790 werd ingedijkt.
Dit laaggelegen gebied werd in 1968 gebruikt om het zand, dat vrijkwam bij de verbreding van het Kanaal Gent-Terneuzen in dit gebied op te spuiten. Vanaf 1985 werd een groot deel van het opgespoten terrein door Staatsbosbeheer bebost. Ten noorden van het bos werd een terrein voor meer intensieve recreatie aangelegd. Hier bevindt zich onder meer een golfterrein, een motorcrosscircuit en een zweefvliegveld. In het oostelijke deel van het bos, het Kunstbos, zijn kunstwerken opgesteld.
Ten noorden van het opgespoten terrein ligt een laaggelegen gebied dat grenst aan de Axelse Kreek en ingericht werd als natuurgebied. De Zwartenhoekse Kreek sluit in het westen aan aan dit gebied.
Het gebied is vrij toegankelijk, en er zijn wandelpaden aangelegd.